# Еврейский квартал (Скопье)
Еврейский квартал (макед. Еврејско Маало) — район Скопье, расположенный у подножья крепости, на берегу реки Вардар, рядом с районом Пайко.

## История
Европейские путешественники упоминают о существовании квартала уже в Средние века. Квартал был одним из старейших еврейских поселений в регионе. В период османского правления турки называли район «Яхуди-хане». Точное месторасположение тогдашнего района не известно. Неизвестно также, где именно располагались синагога и стены, упоминаемые в 1689 году. После пожаров, землетрясений, наводнений и войн детали старой застройки района не сохранились. Осуществлявшиеся в межвоенный период раскопки выявили развалины нескольких зданий.
В османский период евреи имели право жить во всех районах города. Из раввинской литературы известно, что стены вокруг района были возведены самими евреями больше по моральным причинам и для предотвращения проникновения в район турецких поселенцев, чем для защиты. До XIX века это был один из беднейших кварталов Скопье. По мере роста благосостояния еврейских жителей стало появляться всё больше зданий европейской архитектуры, которые изменили облик квартала, в особенности той его части, которая прилегала к реке Вардар. Из литературы известно, что в районе была главная улица, от которой отходило множество маленьких улочек и переулков. На территории района был возведён Национальный театр (1921—1927) и городской муниципалитет, разрушенный землетрясением 1963 года. В квартале функционировало по меньшей мере два бара.
Жизнь района прекратилась после того, как 11 марта 1942 года болгарские власти депортировали всех евреев Северной Македонии в транзитный лагерь, а в марте 1943 года депортировали их в Треблинку, где они все были убиты. Еврейское имущество было конфисковано.
После разрушительного землетрясения 1963 года руины района были снесены, а его территория застроена обычными улицами и междугородной автобусной станцией. В 2011 году на территории района было завершено возведение Музея Холокоста македонских евреев.